# Trapezjolle
Trapezjollen er konstrueret af Paul Elvstrøm. Det er en éntypejolle, dvs. alle joller er ens, og der er meget stramme regler for jollens udstyr. Trapezjollen findes i flere versioner, alle med samme skrog, men det er Trapez Junior, der er langt den mest almindelige. Trapez Junior (i daglig tale bare Trapezjolle) er beregnet til to personer, hvor gasten står i trapez allerede ved lave vindstyrker.
Der afholdes hvert år officielt danmarksmesterskab i jolleklassen Trapez foruden en række andre kapsejladser.

## Specifikationer
- Lægde: 4,83 m
- Bredde: 1,65 m
- Storsejl: 11,5 m²
- Fok: 4,0 m²
- Spiler: 12,5 m²